# Алферьев, Николай Семёнович
Никола́й Семёнович Алфе́рьев (6 декабря 1919 года — 31 июля 1980 года) — советский военный лётчик, участник Великой Отечественной войны, заместитель командира — штурман эскадрильи 92-го гвардейского штурмового авиационного полка 4-й гвардейской штурмовой авиационной дивизии 5-го штурмового авиационного корпуса 5-й воздушной армии 2-го Украинского фронта, гвардии старший лейтенант.
Герой Советского Союза (15.05.1946), гвардии капитан.

## Биография
Родился в селе Верхососенье ныне Покровского района Орловской области в крестьянской семье. По национальности русский. Член ВКП(б) с 1944 года. Окончил Верхососенскую семилетнюю школу и школу ФЗУ, работал на заводе, посещал занятия аэроклуба.
В Красной Армии с 1939 года. В 1940 году окончил Балашовскую военную авиационную школу пилотов, а в 1941 году — Ивановскую высшую школу штурманов.
На фронтах Великой Отечественной войны с февраля 1943 года. Тогда он был зачислен младшим лётчиком в 687-й штурмовой авиационный полк 212-й штурмовой авиационной дивизии, которые 1 мая 1945 года получили гвардейские наименования, и весь дальнейший боевой путь Николай Алферьев прошёл в рядах 92-го гвардейского штурмового авиационного полка 4-й гвардейской штурмовой авиационной дивизии 5-го штурмового авиационного корпуса. В составе 5-й воздушной армии, 2-й воздушной армии, 8-й воздушной армии и снова 5-й воздушной армии сражался на Степном, Воронежском, 1-м Украинском и 2-м Украинских фронтах. Лётчик-штурмовик Николай Алферьев поддерживал наземные войска и участвовал в Курской битве, Белгородско-Харьковской наступательной операции и в битве за Днепр.
В ноябре 1943 года получил тяжёлое ранение в боях под Киевом. По излечении вернулся в свой полк.
До конца войны принял участие в Житомирско-Бердичевской, Корсунь-Шевченковской, Проскуровско-Черновицкой, Львовско-Сандомирской, Будапештской, Венской, Братиславско-Брновской, Пражской наступательных операциях. Окончил войну в мае 1945 года в должности заместителя командира — штурмана эскадрильи.
Гвардии старший лейтенант Алферьев к 1 мая 1945 года совершил 185 боевых вылетов на самолёте Ил-2 на штурмовку и разведку железнодорожных эшелонов, опорных пунктов и скоплений живой силы противника. Нанёс большие потери противнику: уничтожил и повредил до 129 автомашин, 18 танков, 67 вагонов с военными грузами и войсками, 8 паровозов, 7 складов с боеприпасами и горючим, 11 артиллерийских орудий. Создал 24 очага пожаров в опорных пунктах противника.
Указом Президиума Верховного Совета СССР от 15 мая 1946 года за мужество и героизм, проявленные при нанесении штурмовых ударов по противнику гвардии старшему лейтенанту Алферьеву Николаю Семёновичу присвоено звание Героя Советского Союза с вручением ордена Ленина и медали «Золотая Звезда» (№ 7516).
После Победы 92-й штурмовой авиационный полк, в котором он служил, был передан в состав Одесского военного округа и базировался в селе Маркулешты (Флорештский район, Молдавская ССР). В 1946 году гвардии капитан Алферьев был уволен в запас.
Остался жить в Молдавии. С 1946 по 1956 год директором государственной мельницы в Вертюжанском и Бричанском районах республики, затем жил и работал в городе Сороки. В 1956 году переехал в город Дубоссары, где работал вначале управляющим отделением птицесовхоза села Дзержинское (до создания НПО «Молдптицепром»), в 1964 году назначен директором машиносчётной станции Дубоссарского района. С 1968 по 1971 год работал управляющим отделением Госплемптицефабрики, с 1971 года — на различных должностях районного объединения «Колхозживпром» (объединение предприятий города Дубоссарского и Дубоссарского района, занятых промышленной переработкой продукции сельского хозяйства). Умер 31 июля 1980 года в городе Дубоссары. Похоронен у подножия Кургана Славы в Дубоссарах (между пригородными сёлами Дзержинское и Дороцкое).

## Награды
- Медаль «Золотая Звезда» Героя Советского Союза (№ 7516 от 15.05.1946)
- Орден Ленина (15.05.1946)
- Два ордена Красного Знамени (7.06.1944 и 18.08.1944)
- Орден Отечественной войны I степени (15.11.1944)
- Орден Отечественной войны II степени (13.06.1945)
- Орден Красной Звезды (15.08.1943)
- Медали, в том числе:
  - Медаль «За победу над Германией в Великой Отечественной войне 1941—1945 гг.»
  - Юбилейная медаль «Двадцать лет Победы в Великой Отечественной войне 1941—1945 гг.»
  - Юбилейная медаль «Тридцать лет Победы в Великой Отечественной войне 1941—1945 гг.»
  - Медаль «За взятие Будапешта»
  - Медаль «За взятие Вены»
- Медаль Румынской Народной Республики

## Память
- Похоронен у подножия Кургана Славы в Дубоссарах.
- Именем Героя названа улица в Дубоссарах.
- В селе Верхососенье установлен памятный знак Н. С. Алферьеву.
- В Дубоссарах 5 мая 2010 года были открыты гранитные бюсты Героям Советского Союза, похороненным на Кургане Славы: Ивану Красикову, Григорию Корнееву, Ивану Шикунову, Николаю Алферьеву и Ивану Федосову (в честь них названы улицы в городе Дубоссары непризнанной Приднестровской Молдавской Республики.